# WTA Japan Open Tennis Championships 2024
WTA Japan Open Tennis Championships 2024, oficiálně Kinoshita Group Japan Open 2024, byl tenisový turnaj na ženském profesionálním okruhu WTA Tour, hraný v Ucuboském tenisovém centru. Třináctý ročník Japan Open Tennis Championships probíhal mezi 14. a 20. říjnem 2024 v japonské Ósace.
Turnaj dotovaný 267 082 dolary patřil do kategorie WTA 250. Nejvýše nasazenou singlistkou se – po odstoupení dvou výše postavených žen – stala dvacátá osmá tenistka světa Elise Mertensová z Belgie, která skrečovala duel druhého kola. Jako poslední přímá účastnice do dvohry nastoupila dánská 67. hráčka žebříčku Clara Tausonová. V důsledku invaze Ruska na Ukrajinu na konci února 2022 řídící organizace tenisu ATP, WTA a ITF s grandslamy rozhodly, že ruští a běloruští tenisté mohli dále na okruzích startovat, ale do odvolání nikoli pod vlajkami Ruska a Běloruska.
První titul na okruhu WTA Tour vyhrála ve dvouhře 25letá Nizozemka Suzan Lamensová, která po skončení debutovala  v elitní stovce žebříčku. Čtyřhru ovládly Japonka Ena Šibaharaová s Němkou Laura Siegemundovou, které na túře WTA vybojovaly první společnou trofej.

## Rozdělení bodů a finančních odměn

### Rozdělení bodů
| Soutěž  | Soutěž      | vítězky | finalistky | semifinalistky | čtvrtfinalistky | 16 v kole | 32 v kole | Q  | Q2 | Q1 |
| ------- | ----------- | ------- | ---------- | -------------- | --------------- | --------- | --------- | -- | -- | -- |
| dvouhra | [ 1 ] [ 6 ] | 250     | 163        | 98             | 54              | 30        | 1         | 18 | 12 | 1  |
| čtyřhra | [ 7 ]       | 250     | 163        | 98             | 54              | 1         | —         | —  | —  | —  |

### Finanční odměny
| Soutěž                                | Soutěž      | vítězky  | finalistky | semifinalistky | čtvrtfinalistky | 16 v kole | 32 v kole | Q2      | Q1      |
| ------------------------------------- | ----------- | -------- | ---------- | -------------- | --------------- | --------- | --------- | ------- | ------- |
| dvouhra                               | [ 1 ] [ 6 ] | 35 250 $ | 20 830 $   | 11 610 $       | 6 608 $         | 4 040 $   | 2 890 $   | 2 140 $ | 1 380 $ |
| čtyřhra                               | [ 7 ]       | 12 820 $ | 7 210 $    | 4 140 $        | 2 470 $         | 1 900 $   | —         | —       | —       |
| částky ve čtyřhře jsou uvedeny na pár |             |          |            |                |                 |           |           |         |         |

## Ženská dvouhra

### Nasazení
| Stát                         | Hráčka                   | WTA | Nasazení |
| ---------------------------- | ------------------------ | --- | -------- |
| Polsko                       | Magdalena Fręchová       | 27. | 1.       |
| Kanada                       | Leylah Fernandezová      | 28. | 2.       |
| Belgie                       | Elise Mertensová         | 30. | 3.       |
| Česko                        | Marie Bouzková           | 42. | 4.       |
| Arménie                      | Elina Avanesjanová       | 47. | 5.       |
| Bulharsko                    | Viktorija Tomovová       | 48. | 6.       |
| Francie                      | Diane Parryová           | 50. | 7.       |
| Itálie                       | Elisabetta Cocciarettová | 54. | 8.       |
| Žebříček WTA k 7. říjnu 2024 |                          |     |          |

### Jiné formy účasti
Následující hráčky obdržely divokou kartu do hlavní soutěže: 
- Bianca Andreescuová
- Mai Hontamová
- Sofia Keninová
- Sara Saitóová

Následující hráčka nastoupila pod žebříčkovou ochranou:
- Čeng Saj-saj

Následující hráčky postoupily z kvalifikace:
- Kimberly Birrellová
- Ana Bogdanová
- Aoi Itóová
- Suzan Lamensová
- Ena Šibaharaová
- Laura Siegemundová

Následující hráčky postoupily z kvalifikace jako šťastné poražené:
- Eva Lysová
- Jessika Ponchetová

### Odhlášení
před zahájením turnaje
- Bianca Andreescuová → nahradila ji  Greet Minnenová
- Amanda Anisimovová → nahradila ji  Ashlyn Kruegerová
- Clara Burelová → nahradila ji  Harriet Dartová
- Leylah Fernandezová → nahradila ji  Jessika Ponchetová
- Magdalena Fręchová → nahradila ji  Eva Lysová
- Varvara Gračovová → nahradila ji  Lucia Bronzettiová
- Lulu Sunová → nahradila ji Erika Andrejevová
- Wang Sin-jü → nahradila ji  Cristina Bucșová

## Ženská čtyřhra

### Nasazení
| Stát                                                                     | Hráčka             | Stát        | Hráčka                   | WTA | Nasazení |
| ------------------------------------------------------------------------ | ------------------ | ----------- | ------------------------ | --- | -------- |
| Kanada                                                                   | Gabriela Dabrowská | Nový Zéland | Erin Routliffeová        | 5.  | 1.       |
| USA                                                                      | Sofia Keninová     | USA         | Bethanie Mattek-Sandsová | 47. | 2.       |
| Japonsko                                                                 | Ena Šibaharaová    | Německo     | Laura Siegemundová       | 49. | 3.       |
| Španělsko                                                                | Cristina Bucșová   | Rumunsko    | Monica Niculescuová      | 61. | 4.       |
| Žebříček WTA k 7. říjnu 2024; číslo je součtem umístění obou členek páru |                    |             |                          |     |          |

### Jiné formy účasti
Následující páry obdržely divokou kartu do hlavní soutěže:
- Nao Hibinová /  Makoto Ninomijová
- Mai Hontamová /  Mojuka Učidžimová

Následující pár nastoupil z pozice náhradníka:
- Aleksandra Krunićová /  Viktorija Tomovová

### Odhlášení
před zahájením turnaje
- Ashlyn Kruegerová /  Asia Muhammadová → nahradily je  Aleksandra Krunićová /  Viktorija Tomovová

## Přehled finále

### Ženská dvouhra
- Suzan Lamensová vs.  Kimberly Birrellová, 6–0, 6–4

### Ženská čtyřhra
- Ena Šibaharaová /  Laura Siegemundová vs.  Cristina Bucșová /  Monica Niculescuová, 3–6, 6–2, [10–2]